# Грузија на Светском првенству у атлетици на отвореном 2013.
Грузија је учествовала на Светском првенству у атлетици на отвореном 2013. одржаном у Москви од 10. до 18. августа десети пут. Репрезентацију Грузије  представљало је двоје такмичара који су се такмичили у две дисциплине (једну мушку и једну женску)..
На овом првенству представници Грузије нису освајали медаље, а постигнут је само један лични рекорд сезоне.

## Учесници
| Мушкарци: - Мациеј Росијевич — 50 км ходање | Жене: - Гиули Деканадзе — 5.000 м |  |

## Резултати

### Мушкарци
| Атлетичар        | Дисциплина   | Лични рекорд | Квалификације | Квалификације | Полуфинале | Полуфинале | Финале       | Финале       | Детаљи |
| Атлетичар        | Дисциплина   | Лични рекорд | Резултат      | Место         | Резултат   | Место      | Резултат     | Место        | Детаљи |
| ---------------- | ------------ | ------------ | ------------- | ------------- | ---------- | ---------- | ------------ | ------------ | ------ |
| Мациеј Росијевич | 50 км ходање | 3:55:48      |               |               |            |            | Није завршио | Није завршио |        |

### Жене
| Атлетичарка     | Дисциплина | Лични рекорд | Квалификације | Квалификације | Финале                | Финале       | Детаљи |
| Атлетичарка     | Дисциплина | Лични рекорд | Резултат      | Место         | Резултат              | Место        | Детаљи |
| --------------- | ---------- | ------------ | ------------- | ------------- | --------------------- | ------------ | ------ |
| Гиули Деканадзе | 5.000 м    | 17:40,19     | 17:57,39      | 11. у гр 2    | Није се квалификовала | 21 / 21 (22) |        |